# Phil Miler
Phil Miler é um ator e locutor brasileiro. Ele ficou mais conhecido por interpretar o personagem São Nunca em comerciais de uma montadora. Phil também atua em cinema, TV e teatro. Phil é também um locutor brasileiro premiado internacionalmente. Desde 2013 ele é a voz padrão da Rede Bandeirantes após a saída de Walker Blaz.

## Trabalhos

### Televisão
| Ano  | Título                    | Personagem      | Notas                                                   |
| ---- | ------------------------- | --------------- | ------------------------------------------------------- |
| 1999 | Tiro & Queda              | Jogador         |                                                         |
| 2004 | A Diarista                | Hilton          | Episódio: "O Spa"                                       |
| 2004 | Senhora do Destino        | Padre           |                                                         |
| 2005 | The Snake King            |                 |                                                         |
| 2005 | Os Ricos também Choram    | Adolfo Coimbra  |                                                         |
| 2008 | Casos e Acasos            | Ronaldo         | Episódio: "O Flagra, a Demissão e a Adoção"             |
| 2008 | Casos e Acasos            | Daniel          | Episódio: "O Papai Noel, a Perna Quebrada e o Presépio" |
| 2010 | Bipolar                   | Pachoulli       |                                                         |
| 2012 | The Touch                 | Alberto         |                                                         |
| 2013 | Louco por Elas            | André           |                                                         |
| 2021 | Passaporte para Liberdade | Samuel Bashevis |                                                         |
| 2024 | A Caverna Encantada       | Goma Berh       |                                                         |

### Filmografia
| Ano  | Título                                     | Personagem                  |
| ---- | ------------------------------------------ | --------------------------- |
| 2000 | Woman on Top                               | Gaffer                      |
| 2002 | Lost Zweig                                 | (voz)                       |
| 2002 | Seja o Que Deus Quiser                     | Cleonilson                  |
| 2003 | Acquaria                                   | Tulio Fachini               |
| 2004 | Pelé Eterno                                | voz                         |
| 2007 | Caixa Dois                                 | Manoel                      |
| 2011 | Rio                                        | Estagiário do aviário (voz) |
| 2011 | O Palhaço                                  | Prefeito Romualdo           |
| 2014 | Pelé: O Nascimento de uma Lenda            | Narrador                    |
| 2016 | Meu Amigo Hindu                            | Davis                       |
| 2017 | Lino - O Filme: Uma Aventura de Sete Vidas | Funcionário (voz)           |
| 2017 | O Matador                                  | Mr. Steiner                 |
| 2019 | Dulcinea                                   | Fred                        |
| 2022 | Primavera                                  | Pereira                     |